# گرین کراس
http://www.greencross.com/eng/main.do بایگانی‌شده  در ۱۸ اوت ۲۰۱۳ توسط Wayback Machine
}}
گرین کراس (انگلیسی: Green Cross) شرکت داروسازی کره‌ای است، که در سال ۱۹۶۷ تأسیس شد.